# 伊藤喜三郎建築研究所
株式会社伊藤喜三郎建築研究所（いとうきさぶろうけんちくけんきゅうじょ）は、医療施設を中心に教育研究施設やオフィスビル、工場など幅広く手がける日本の組織系建築設計事務所。伊藤喜三郎が創設した建築設計事務所を前身とする。

## おもな作品・業績
- サンパルホールぬまくま
- 三楽病院
- 田貫湖ふれあい自然塾と休暇村富士（富士宮市）
- 久留米大学病院 総合診療棟-1998年
- 埼玉医科大学国際医療センター
- 埼玉医科大学日高キャンパス
- 東京慈恵会医科大学附属病院 中央棟-1999年
- 東京慈恵会医科大学大学1号館-2002年
- 日本大学学術情報センター-1994年
- 名古屋大学 人間情報学研究科校舎-1997年
- JA秋田厚生連雄勝中央病院
- 市立豊中病院 - 1999年, 医療福祉建築賞
- 埼玉県立精神保健総合センター - 1991年 , 医療福祉建築賞
- 財団法人東京都保健医療公社東部地域病院 - 1992年,医療福祉建築賞
- 栃木県医師会塩原温泉病院 - 2009年, 医療福祉建築賞
- MK麹町ビル-1997年
- 社会医療法人大道会森之宮病院 -第14回大阪・心ふれあうまちづくり賞大阪市長特別賞
- けいゆう病院 - 1995年
- プラスランド・コミュニケーションハウス「音羽倶楽部」-1998年
- ふれあい横浜メディカルセンタービル-2002年
- ふれあい平塚ホスピタル
- 伊那中央病院 - 2002年
- 済生会横浜市南部病院
- 横浜市立みなと赤十字病院 -2003年
- 横浜労災病院-1993年,医療福祉建築賞, 岡田新一設計事務所と
- 鰍沢社会保険介護老人保健施設「サンビューかじかざわ」-1999
- 神奈川県立がんセンター重粒子線治療施設
- 宮崎市総合福祉保健センター-1994年
- 宮城社会保険病院-1998年
- 宮城社会保険老健施設-1998年
- 金ヶ崎町立図書館-1998年
- 高松勤労者総合福祉センター「高松テルサ」-1993年
- 国立病院東京災害医療センター-1995年
- 国立療養所東京病院
- 市立豊中病院-1997年
- 社会保険鰍沢病院-1999年
- 秋田県森林学習交流館「プラザクリプトン」-1995年
- 秋田県青少年交流センター「ユースパル」-1993年
- 小田原市立病院
- 神戸市立中央市民病院-1980年
- 盛岡市立病院-1999年
- 青梅市立総合病院救命救急センター-2000年
- 石巻市立病院-1997年
- 川口市立医療センター-1993年
- 総合南東北福祉センター-1999年
- 大阪市立総合医療センター-1993年
- 大城ビル 西友小手指エポ-1994年
- 男鹿みなと市民病院-1998年
- 東京都立墨東病院-1999年
- 東京社会保健医療センター
- 東京北社会保険病院（現：東京北医療センター）-2003年
- 藤沢市立看護専門学校-1996年
- 南相馬老人福祉施設「福寿園」-1999年
- 毛呂病院 第一光の家-1999年
- 野馬追の里 原町市立博物館-1995年
- 産業医科大学
- JR札幌病院
- 医療法人社団愛友会津田沼中央総合病院
- 仙台市医師会 看護学院
- 多根総合病院 - 2011年

## 沿革
- 1952年10月設立
- 2007年, 三菱地所設計と医療分野などで業務提携

## 事務所概説
- 所在地：〒171-0033 東京都豊島区高田2丁目17番22号 目白中野ビル3階